# Carlos Valderrama
Carlos Alberto Valderrama Palacio (Santa Marta, 2 de setembro de 1961) é um ex-futebolista colombiano, que atuava como meia.
Como um típico camisa 10 à antiga, Valderrama era um meia bastante criativo, embora tachado de lento e pouco combativo para o futebol moderno [carece de fontes?] . Seu estilo inteligente, descontraído e elegante foi comparado ao "jogo bonito" do Brasil. Valderrama é inegavelmente uma referência importante em termos de identidade e estilo do futebol colombiano, sendo considerado um dos melhores futebolistas do seu país de todos os tempos e, por alguns, o maior jogador da Colômbia. Seu cabelo diferenciado, bem como suas habilidades técnicas e passes precisos, fizeram dele um dos jogadores de futebol mais notórios da América do Sul no final da década de 1980 e início da década de 1990. Foi eleito o melhor futebolista sul-americano do ano em 2 oportunidades (1987 e 1993) e, em 1999, também foi nomeado um dos 100 melhores jogadores do século XX pelo World Soccer. Em 2004, foi incluído no FIFA 100, uma lista dos 125 "melhores futebolistas vivos" escolhidos por Pelé para comemorar o centésimo aniversário da FIFA.
Depois de passar a maior parte de sua carreira jogando futebol na América do Sul e Europa, no final de sua carreira Valderrama jogou na Major League Soccer, ingressando na liga em sua primeira temporada. Um dos jogadores mais reconhecidos da liga no momento de sua criação, ele ajudou a popularizar a liga durante a segunda metade da década de 1990. Até hoje, é um ícone e é considerado um dos jogadores mais condecorados que já jogou na MLS; Até hoje detém o recorde de assistencias na história da Major League Soccer. Não à toa, em 2005, foi nomeado para o MLS All-Time Best XI.

## Biografia

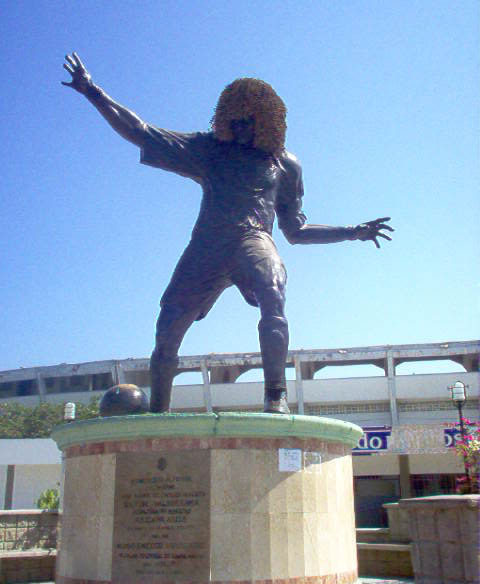
Estátua de Carlos Valderrama em Santa Marta), na Colômbia.

Carlos Valderrama, conhecido como "El Pibe", é filho de Juana Palácio e do ex-jogador de futebol profissional Carlos "Jaricho" Valderrama - que jogou no time do departamento de Magdalena, Colômbia.
Um dos maiores jogadores colombianos de todos os tempos, capaz de desfazer todo o sistema tático do adversário com apenas uma jogada decisiva, lembrado também por sua vasta cabeleira loira, fez sucesso por sua técnica e passes precisos e até hoje seu legado de camisa 10 da seleção colombiana permanece. Em 1996, Valderrama foi atuar na Major League Soccer, onde atuou até 2004, tornando-se um dos grandes ídolos da recém formada liga americana. Despediu-se do futebol em 1 de Fevereiro de 2004, na equipe estadunidense Colorado Rapids, já com 42 anos.
O 'Pibe' é irmão de outros ex-jogadores como Alan e Ronald Valderrama, e primo de Didí Alex Valderrama e Miguel González Palacio.

### Seleção Colombiana
Valderrama foi o recordista de participações com a camisa da Seleção Colombiana, com 111 partidas disputadas, até ser ultrapassado pelo goleiro David Ospina. Foi capitão da Colômbia nas Copas de 1990, 1994 e 1998, mas seu principal ano à frente da seleção foi 1993, o da inesquecível goleada de 5 x 0 sobre a Argentina pelas eliminatórias sul-americanas em pleno Monumental de Nunez.
Além de ter disputado 3 Copas do Mundo, ajudou o selecionado a alcançar por 3 vezes o 3o lugar na Copa América (1987, 1993, e 1995), além de ter sido eleito o melhor jogador do torneio em 1987.

#### Participacões em Copas do Mundo
| Mundial      | Sede           | Resultado        | Jogos | Gols | Assistências | Média de Gols e Assist./Jogo |
| ------------ | -------------- | ---------------- | ----- | ---- | ------------ | ---------------------------- |
| Copa de 1990 | Itália         | Oitavas de final | 4     | 1    | 2            | 0,75                         |
| Copa de 1994 | Estados Unidos | Primeira Fase    | 3     | 0    | 1            | 0,33                         |
| Copa de 1998 | França         | Primeira Fase    | 3     | 0    | 1            | 0,33                         |

#### Participações em Copas América
| Copa América         | Sede      | Resultado      | Jogos | Gols | Assistências | Média de Gols e Assist./Jogo |
| -------------------- | --------- | -------------- | ----- | ---- | ------------ | ---------------------------- |
| Copa América de 1987 | Argentina | Terceiro Lugar | 4     | 1    | 3            | 1                            |
| Copa América de 1989 | Brasil    | Primeira fase  | 4     | 0    | 0            | 0                            |
| Copa América de 1991 | Chile     | Quarto lugar   | 7     | 0    | 1            | 0,14                         |
| Copa América de 1993 | Equador   | Terceiro lugar | 6     | 0    | 0            | 0                            |
| Copa América de 1995 | Uruguai   | Terceiro lugar | 6     | 1    | 3            | 0,67                         |

## Estatísticas

### Resumo Estatístico
| Competição           | Jogos | Gols | Média de Gols/Jogo | Assistências | Média de Assist./Jogo | Gols e Assistências | Média de Gols e Assist./Jogo |
| -------------------- | ----- | ---- | ------------------ | ------------ | --------------------- | ------------------- | ---------------------------- |
| Primeira Divisão     | 682   | 60   | 0,09               | 178          | 0,26                  | 238                 | 0,35                         |
| Terceira Divisão     | 8     | 1    | 0,13               | 4            | 0,50                  | 5                   | 0,63                         |
| Copas Nacionais      | 24    | 2    | 0,08               | 6            | 0,25                  | 8                   | 0,33                         |
| Copas Internacionais | 27    | 2    | 0,07               | 8            | 0,30                  | 10                  | 0,37                         |
| Seleção Adulta       | 111   | 11   | 0,10               | 40           | 0,36                  | 51                  | 0,46                         |
| Seleção Sub-20       | 4     | 0    | 0,00               | 1            | 0,25                  | 1                   | 0,25                         |
| Total                | 856   | 76   | 0,09               | 237          | 0,28                  | 313                 | 0,37                         |

### Por Clubes
| Clube | Div.          | Temporada     | Liga  | Liga | Liga    | Copas nacionais(1) | Copas nacionais(1) | Copas nacionais(1) | Torneios internacionais(2) | Torneios internacionais(2) | Torneios internacionais(2) | Total(3) | Total(3) | Total(3) | Média Gols/Jogo |
| Clube | Div.          | Temporada     | Jogos | Gols | Assist. | Jogos              | Gols               | Assist.            | Jogos                      | Gols                       | Assist.                    | Jogos    | Gols     | Assist.  | Média Gols/Jogo |
| --- | ------------- | ------------- | ----- | ---- | ------- | ------------------ | ------------------ | ------------------ | -------------------------- | -------------------------- | -------------------------- | -------- | -------- | -------- | --------------- |
| A. D. Unión Magdalena · Colômbia |               |               |       |      |         |                    |                    |                    |                            |                            |                            |          |          |          |                 |
| 1.ª |               |               |       |      |         |                    |                    |                    |                            |                            |                            |          |          |          |                 |
| 1981 | 15            | 1             | -     | 1    | -       | -                  | -                  | -                  | -                          | 16                         | 1                          | 0        | 0,06     |          |                 |
| 1982 | 43            | 2             | -     | -    | -       | -                  | -                  | -                  | -                          | 43                         | 2                          | 0        | 0,04     |          |                 |
| 1983 | 36            | 3             | -     | -    | -       | -                  | -                  | -                  | -                          | 36                         | 3                          | 0        | 0,08     |          |                 |
| Total | Total         | 94            | 5     | 0    | 1       | 0                  | 0                  | 0                  | 0                          | 0                          | 95                         | 6        | 0        | 0,05     |                 |
| C. D. Millonarios · Colômbia |               |               |       |      |         |                    |                    |                    |                            |                            |                            |          |          |          |                 |
| 1.ª |               |               |       |      |         |                    |                    |                    |                            |                            |                            |          |          |          |                 |
| 1984 | 33            | 1             | -     | -    | -       | -                  | -                  | -                  | -                          | 33                         | 1                          | 0        | 0,03     |          |                 |
| Total | Total         | 33            | 1     | 0    | 0       | 0                  | 0                  | 0                  | 0                          | 0                          | 33                         | 1        | 0        | 0,03     |                 |
| Deportivo Cali · Colômbia |               |               |       |      |         |                    |                    |                    |                            |                            |                            |          |          |          |                 |
| 1.ª |               |               |       |      |         |                    |                    |                    |                            |                            |                            |          |          |          |                 |
| 1985 | 48            | 13            | -     | -    | -       | -                  | -                  | -                  | -                          | 48                         | 13                         | 0        | 0,27     |          |                 |
| 1986 | 46            | 5             | -     | -    | -       | -                  | 6                  | -                  | 2                          | 52                         | 5                          | 0        | 0,09     |          |                 |
| 1987 | 37            | 4             | -     | -    | -       | -                  | 6                  | 1                  | 2                          | 43                         | 5                          | 0        | 0,11     |          |                 |
| 1997 | 18            | 4             | 3     | -    | -       | -                  | 6                  | 1                  | 1                          | 24                         | 5                          | 4        | 0,20     |          |                 |
| Total | Total         | 149           | 26    | 3    | 0       | 0                  | 0                  | 18                 | 2                          | 5                          | 167                        | 28       | 8        | 0,17     |                 |
| Montpellier H. S. C. França |               |               |       |      |         |                    |                    |                    |                            |                            |                            |          |          |          |                 |
| 1.ª |               |               |       |      |         |                    |                    |                    |                            |                            |                            |          |          |          |                 |
| 1988-89 | 24            | 1             | 5     | 2    | -       | -                  | 1                  | -                  | -                          | 27                         | 1                          | 5        | 0,03     |          |                 |
| 1989-90 | 18            | 2             | 4     | 5    | 1       | 1                  | -                  | -                  | -                          | 23                         | 3                          | 5        | 0,13     |          |                 |
| 1990-91 | 35            | 2             | 9     | 2    | -       | -                  | 4                  | -                  | 1                          | 41                         | 2                          | 10       | 0,04     |          |                 |
| Total | Total         | 77            | 5     | 18   | 9       | 1                  | 1                  | 5                  | 0                          | 1                          | 91                         | 6        | 20       | 0,06     |                 |
| Real Valladolid · Espanha |               |               |       |      |         |                    |                    |                    |                            |                            |                            |          |          |          |                 |
| 1.ª |               |               |       |      |         |                    |                    |                    |                            |                            |                            |          |          |          |                 |
| 1991-92 | 17            | 1             | 4     | 3    | 1       | 2                  | -                  | -                  | -                          | 20                         | 2                          | 6        | 0,10     |          |                 |
| Total | Total         | 17            | 1     | 4    | 3       | 1                  | 2                  | 0                  | 0                          | 0                          | 20                         | 2        | 6        | 0,10     |                 |
| Independiente Medellín · Colômbia |               |               |       |      |         |                    |                    |                    |                            |                            |                            |          |          |          |                 |
| 1.ª |               |               |       |      |         |                    |                    |                    |                            |                            |                            |          |          |          |                 |
| 1992 | 10            | 1             | 2     | -    | -       | -                  | -                  | -                  | -                          | 10                         | 1                          | 2        | 0,05     |          |                 |
| Total | Total         | 10            | 1     | 2    | 0       | 0                  | 0                  | 0                  | 0                          | 0                          | 10                         | 1        | 2        | 0,05     |                 |
| Junior Barranquilla · Colômbia |               |               |       |      |         |                    |                    |                    |                            |                            |                            |          |          |          |                 |
| 1.ª |               |               |       |      |         |                    |                    |                    |                            |                            |                            |          |          |          |                 |
| 1993 | 35            | 4             | 12    | -    | -       | -                  | -                  | -                  | -                          | 35                         | 4                          | 12       | 0,02     |          |                 |
| 1994 | 18            | 2             | 7     | -    | -       | -                  | 9                  | 2                  | 2                          | 27                         | 4                          | 10       | 0,14     |          |                 |
| 1995 | 29            | 2             | 6     | -    | -       | -                  | -                  | -                  | -                          | 29                         | 2                          | 6        | 0,06     |          |                 |
| Total | Total         | 82            | 8     | 25   | 0       | 0                  | 0                  | 9                  | 2                          | 2                          | 91                         | 10       | 27       | 0,10     |                 |
| Tampa Bay Mutiny · Estados Unidos |               |               |       |      |         |                    |                    |                    |                            |                            |                            |          |          |          |                 |
| 1.ª |               |               |       |      |         |                    |                    |                    |                            |                            |                            |          |          |          |                 |
| 1996 | 27            | 4             | 17    | 1    | 1       | -                  | -                  | -                  | -                          | 28                         | 5                          | 17       | 0,17     |          |                 |
| 1997 | 22            | 3             | 14    | 1    | -       | -                  | -                  | -                  | -                          | 23                         | 3                          | 14       | 0,13     |          |                 |
| 1999 | 6             | -             | 3     | 2    | -       | 1                  | -                  | -                  | -                          | 8                          | 0                          | 4        | 0        |          |                 |
| 2000 | 34            | 3             | 26    | 2    | -       | 1                  | -                  | -                  | -                          | 36                         | 3                          | 27       | 0,02     |          |                 |
| Total | Total         | 89            | 10    | 60   | 6       | 1                  | 2                  | 0                  | 0                          | 0                          | 95                         | 11       | 62       | 0,12     |                 |
| Miami Fusion · Estados Unidos |               |               |       |      |         |                    |                    |                    |                            |                            |                            |          |          |          |                 |
| 1.ª |               |               |       |      |         |                    |                    |                    |                            |                            |                            |          |          |          |                 |
| 1998 | 20            | 2             | 14    | 2    | -       | 1                  | -                  | -                  | -                          | 22                         | 2                          | 15       | 0,09     |          |                 |
| 1999 | 11            | 1             | 7     | -    | -       | -                  | -                  | -                  | -                          | 11                         | 1                          | 7        | 0,25     |          |                 |
| Total | Total         | 31            | 3     | 21   | 2       | 0                  | 1                  | 0                  | 0                          | 0                          | 33                         | 3        | 22       | 0,11     |                 |
| Colorado Rapids · Estados Unidos |               |               |       |      |         |                    |                    |                    |                            |                            |                            |          |          |          |                 |
| 1.ª |               |               |       |      |         |                    |                    |                    |                            |                            |                            |          |          |          |                 |
| 2001 | 12            | -             | 8     | 1    | -       | -                  | -                  | -                  | -                          | 13                         | 0                          | 8        | 0        |          |                 |
| 2002 | 32            | 6             | 21    | 2    | -       | 1                  | -                  | -                  | -                          | 34                         | 6                          | 22       | 0,17     |          |                 |
| Total | Total         | 44            | 6     | 29   | 3       | 0                  | 1                  | 0                  | 0                          | 0                          | 47                         | 6        | 30       | 0,12     |                 |
| Total carrera | Total carrera | Total carrera | 626   | 66   | 152     | 24                 | 3                  | 7                  | 32                         | 4                          | 8                          | 682      | 75       | 178      | 0,10            |
| (1) Inclui dados da Copa Colombia (1981); Copa da França (1989-91); Copa del Rey (1991); U. S. Open Cup (1996-02). (2) Inclui dados da Copa da UEFA / Recopa Européia (1988-91); Copa Libertadores (1986-97). (3) Não incluído gols em partidas amistosas. |               |               |       |      |         |                    |                    |                    |                            |                            |                            |          |          |          |                 |

### Seleção Colombiana
| Seleção | Temporada     | Amistosos | Amistosos | Amistosos | Torneios Sul-Americanos(1) | Torneios Sul-Americanos(1) | Torneios Sul-Americanos(1) | Copa do Mundo | Copa do Mundo | Copa do Mundo | Total | Total | Total   | Média de gols |
| Seleção | Temporada     | Jogos     | Gols      | Assist.   | Jogos                      | Gols                       | Assist.                    | Jogos         | Gols          | Assist.       | Jogos | Gols  | Assist. | Média de gols |
| --- | ------------- | --------- | --------- | --------- | -------------------------- | -------------------------- | -------------------------- | ------------- | ------------- | ------------- | ----- | ----- | ------- | ------------- |
| Sub-20 · Colômbia | 1981          | —         | —         | —         | 4                          | 0                          | 1                          | —             | —             | —             | 4     | 0     | 1       | 0,00          |
| Sub-20 · Colômbia | Total         | 0         | 0         | 0         | 4                          | 0                          | 1                          | 0             | 0             | 0             | 4     | 0     | 1       | 0,00          |
| Adulta · Colômbia | 1985          | —         | —         | —         | 2                          | 0                          | 1                          | —             | —             | —             | 2     | 0     | 1       | 0,00          |
| Adulta · Colômbia | 1986          | —         | —         | —         | —                          | —                          | —                          | —             | —             | —             | 0     | 0     | 0       | 0,00          |
| Adulta · Colômbia | 1987          | —         | —         | —         | 4                          | 1                          | 3                          | —             | —             | —             | 4     | 1     | 3       | 0,25          |
| Adulta · Colômbia | 1988          | 5         | 1         | 4         | —                          | —                          | —                          | —             | —             | —             | 5     | 1     | 4       | 0,20          |
| Adulta · Colômbia | 1989          | 4         | 2         | 1         | 10                         | 0                          | 0                          | —             | —             | —             | 14    | 2     | 1       | 0,14          |
| Adulta · Colômbia | 1990          | 1         | 0         | 1         | —                          | —                          | —                          | 4             | 1             | 2             | 5     | 1     | 3       | 0,20          |
| Adulta · Colômbia | 1991          | 2         | 0         | 2         | 7                          | 0                          | 1                          | —             | —             | —             | 9     | 0     | 3       | 0,00          |
| Adulta · Colômbia | 1992          | 2         | 0         | 0         | —                          | —                          | —                          | —             | —             | —             | 2     | 0     | 0       | 0,00          |
| Adulta · Colômbia | 1993          | 4         | 0         | 2         | 12                         | 0                          | 4                          | —             | —             | —             | 16    | 0     | 6       | 0,00          |
| Adulta · Colômbia | 1994          | 8         | 0         | 2         | —                          | —                          | —                          | 3             | 0             | 1             | 11    | 0     | 3       | 0,00          |
| Adulta · Colômbia | 1995          | 7         | 0         | 1         | 6                          | 1                          | 2                          | —             | —             | —             | 13    | 1     | 3       | 0,08          |
| Adulta · Colômbia | 1996          | 4         | 0         | 5         | 7                          | 1                          | 4                          | —             | —             | —             | 11    | 1     | 9       | 0,09          |
| Adulta · Colômbia | 1997          | 2         | 0         | 0         | 9                          | 2                          | 2                          | —             | —             | —             | 11    | 2     | 2       | 0,18          |
| Adulta · Colômbia | 1998          | 5         | 2         | 1         | —                          | —                          | —                          | 3             | 0             | 1             | 8     | 2     | 2       | 0,25          |
| Adulta · Colômbia | Total         | 44        | 5         | 19        | 57                         | 5                          | 17                         | 10            | 1             | 4             | 111   | 11    | 40      | 0,10          |
| Total carrera | Total carrera | 44        | 5         | 19        | 61                         | 5                          | 18                         | 10            | 1             | 4             | 115   | 11    | 41      | 0,10          |
| (1) Inclui dados do Campeonato Sul-americano Sub-20 (1981); Eliminatórias da Copa do Mundo / Copa América (1985-97). |               |           |           |           |                            |                            |                            |               |               |               |       |       |         |               |

#### Gols Pela Seleção Colombiana
| #   | Data                   | Estádio                                                        | Adversário             | Placar | Resultado Final | Competição                             |
| --- | ---------------------- | -------------------------------------------------------------- | ---------------------- | ------ | --------------- | -------------------------------------- |
| 1.  | 1 de Julho de 1987     | Estadio Gigante de Arroyito, Rosario, Argentina                | Bolívia                | 1–0    | 2–0             | Copa América de 1987                   |
| 2.  | 30 de Março de 1988    | Estadio Centenario, Arménia, Colombia                          | Canadá                 | 2–0    | 3–0             | Amistoso                               |
| 3.  | 24 de Junho de 1989    | Miami Orange Bowl, Miami, United States                        | Estados Unidos         | 1–0    | 1–0             | Amistoso                               |
| 4.  | 27 de Junho de 1989    | Miami Orange Bowl, Miami, United States                        | Haiti                  | 3–0    | 4–0             | Amistoso                               |
| 5.  | 9 de Junho de 1990     | Stadio Renato Dall'Ara, Bologna, Italy                         | Emirados Árabes Unidos | 2–0    | 2–0             | Copa do Mundo de 1990                  |
| 6.  | 22 de Julho de 1995    | Estadio Domingo Burgueño, Departamento de Maldonado, Uruguai   | Estados Unidos         | 2–0    | 4–1             | Copa América de 1995                   |
| 7.  | 7 July 1996            | Estadio Metropolitano Roberto Meléndez, Barranquilla, Colombia | Uruguai                | 2–0    | 3–1             | Eliminatórias da Copa do Mundo de 1998 |
| 8.  | 20 de Agosto de 1997   | Estadio Metropolitano Roberto Meléndez, Barranquilla, Colombia | Bolívia                | 2–0    | 3–0             | Eliminatórias da Copa do Mundo de 1998 |
| 9.  | 16 de Novembro de 1997 | Estadio Alberto J. Armando, Buenos Aires, Argentina            | Argentina              | 1–0    | 1–1             | Eliminatórias da Copa do Mundo de 1998 |
| 10. | 23 de Maio de 1998     | Giants Stadium, East Rutherford, United States                 | Escócia                | 1–0    | 2–2             | Amistoso                               |
| 11. | 31 de Maio de 1998     | Waldstadion, Frankfurt, Alemanha                               | Alemanha               | 1–3    | 1–3             | Amistoso                               |

## Títulos

### Como jogador
Tampa Bay Mutiny
- MLS Eastern Conference: 1996
- MLS Supporters' Shield: 1996

Atlético Junior
- Campeonato Colombiano: 1993 e 1995

Montpellier
- Copa da França: 1990

Campanhas de destaque
 Seleção da Colômbia
- Copa América: 3º lugar - 1987, 1991, 1993, 1995

## Prêmios individuais e Honrarias
| Ano  | Prêmio/Distinção | Ref.                 |
| ---- | --- | -------------------- |
| 1987 | Prêmio "Rei das Américas" ao Futebolista Sul-Americano do Ano (Diario El Mundo)                                                |                      |
| 1987 | Melhor Jogador da Copa América                                                                                                 | [ 19 ]               |
| 1987 | Futebolista Sul-Americano do Ano, segundo o Diario El País                                                                     | [carece de fontes?]  |
| 1987 | "Selecionado" para a Equipe Ideal da América                                                                                   | [carece de fontes?]> |
| 1993 | Desportista colombiano do ano Colombia                                                                                         | [ 20 ]               |
| 1993 | "Selecionado" para a Equipe Ideal da América2                                                                                  | [carece de fontes?]  |
| 1993 | Futebolista Sul-Americano do Ano, segundo o Diario El País2                                                                    | [carece de fontes?]  |
| 1996 | "Selecionado" para a Equipe Ideal do ano da Major League Soccer                                                                | [ 21 ]               |
| 1996 | MVP (Jogador Mais Valioso) do ano na Major League Soccer                                                                       | [carece de fontes?]  |
| 1996 | MVP (Jogador Mais Valioso) do Jogo das Estrelas da MLS                                                                         | [ 22 ]               |
| 1996 | "Selecionado" para a Equipe Ideal da América3                                                                                  | [carece de fontes?]  |
| 1997 | MVP (Jogador Mais Valioso) do Jogo das Estrelas da MLS2                                                                        | [ 22 ]               |
| 1997 | "Premios Deportivos Latinos" em reconhecimento a sua trajetoria futebolística                                                  | [ 23 ]               |
| 1997 | "Selecionado" para a Equipe Ideal do ano da Major League Soccer2                                                               | [ 24 ]               |
| 1998 | Incluído no seleto "Clube dos 100" da FIFA                                                                                     | [ 25 ]               |
| 2000 | "Selecionado" para a Equipe Ideal do ano da Major League Soccer3                                                               | [ 26 ]               |
| 2004 | 39º Lugar no Ranking dos Melhores jogadores sulamericanos do Século XX pela IFFHS                                              | [carece de fontes?]  |
| 2004 | Incluído no FIFA 100 | [ 27 ]               |
| 2004 | "Orden al Mérito Deportivo" da Federación Colombiana de Fútbol                                                                 | [ 28 ]               |
| 2005 | "Selecionado" para a MLS All-Time Best XI (Equipe dos 11 Melhores de sempre da Major League Soccer)                            | [ 29 ]               |
| 2008 | Condecorado com o título Honoris causa (em Tecnologia em Educação Física, Recreação e Esportes) pela Universidad del Magdalena | [ 30 ]               |
| 2008 | Eleito pela División Mayor del Fútbol Colombiano como um dos 5 melhores futebolistas colombianos de todos os tempos            | [ 31 ]               |
| 2009 | Lugar de destaque no Museu Electrónico de la CONMEBOL, junto a Pelé e Maradona                                                 | [ 32 ]               |
| 2009 | Premiado pela Associação Mundial de Boxe (AMB) pelo seu apoio ao desporte mundial                                              | [ 33 ]               |
| 2009 | Eleito o melhor futebolista da história do Atlético Junior                                                                     | [ 34 ]               |
| 2011 | Incluso na Seleção Histórica da Copa América                                                                                   | [ 35 ]               |
| 2012 | Eleito o 'Rei do Futebol Colombiano", segundo os usuários do site desportivo Futbolred                                         | [ 36 ]               |
| 2012 | Eleito o 'Rei do Futebol Colombiano", segundo os usuários do site desportivo Futbolespasion.com                                | [ 37 ]               |
| 2013 | Recebeu o prêmio "Golden Foot", de forma honorária                                                                             | [ 38 ]               |
| 2014 | Incluído no "Salón de la Fama del Fútbol Mexicano"                                                                             | [ 39 ] [ 40 ]        |

### Recordes
- Jogador com mais partidas disputadas pela Seleção Colombiana de Futebol - 111.[carece de fontes?]
- 3o jogador com mais assistências na história da MLS - 114
- Maior número de assistências em uma só temporada da MLS - 26[29][41]
- Jogador mais vezes eleito o MVP da partida das estrelas da MLS - 2 vezes